# Aamir Bashir
Aamir Bashir to indyjski aktor, mającym na swoim koncie role w kilku filmach bollywoodzkiego przemysłu filmowego.
Urodził się i wychował w Kaszmirze, jako syn naczelnego sędzi Sądu Najwyższego regionu Dżammu i Kaszmir. Ukończył też Uniwersytet Oksfordzki. Aktywnie rozpoczął karierę w 1999 w filmie Split Wide Open. Jego debiutem w pełnometrażowym kinie bollywoodzkim był Armaan z 2003 roku. Obecnie pracuje nad produkcją poruszającą problemy jego rodzinnego Kaszmiru, wraz z Naseeruddinem Shahem.

## Wybrana filmografia
- Split Wide Open (1999) jako mąż w pokazie „Three’s company”
- Armaan (2003) jako Dr Sanjay
- Pyaar Ke Side Effects (2006) jako Kapil Sharma
- The Great Indian Butterfly (2007) jako Krish
- Frozen (2007) jako oficer dowodzący
- Środa (2008) jako Jai Singh